# 异戊酸乙酯
异戊酸乙酯，无色透明液体，有似香蕉、苹果的香味。相对密度0.8656（20°C）。沸点134.7°C。折射率1.3962（20°C）。微溶于水，易溶于乙醇、乙醚。由异戊酸与乙醇在硫酸催化下酯化，再经中和、水洗、蒸馏而得。用作香精香料。